# The Nona Tapes
The Nona Tapes – krótkometrażowy mockument amerykańskiego zespołu muzycznego Alice in Chains w reżyserii Rocky’ego Schencka, opublikowany 12 grudnia 1995 nakładem wytwórni Columbia i Sony. Procesem produkcji zajął się Toby Wright.
Mockument The Nona Tapes jest historią początkującej dziennikarki Nony Weisbaum (Jerry Cantrell), która wraz z kierowcą jeździ kabrioletem ulicami Seattle, poszukując tamtejszych „gwiazd rocka”. Weisbaum przeprowadza w żartobliwym tonie wywiady z muzykami zespołu Alice in Chains – kolejno z Seanem Kinneyem, Mikiem Inezem oraz z Layne’em Staleyem. Opinie co do filmu były zróżnicowane; z jednej strony krytykowano pomysł realizacji wideo utrzymanego w humorystycznym tonie, argumentując, że obniża to wiarygodność zespołu, z drugiej chwalono taką inicjatywę, uznając ją za ciekawą i dobrą rozrywkę.
W 2006 mockument został po raz pierwszy wydany na nośniku DVD, dołączonym do dwupłytowej kompilacji The Essential Alice in Chains. W 2013, przy okazji promocji piątego albumu studyjnego The Devil Put Dinosaurs Here, zespół zrealizował mockument AIC 23.

## Geneza
24 września 1995 reżyser Rocky Schenck udał się do Seattle w stanie Waszyngton, by wykonać sesję zdjęciową muzyków Alice in Chains, a także zrealizować film prasowy, w związku z wydaniem przez zespół nowego albumu studyjnego. W trakcie prac wspomniany film został przekształcony w humorystyczny mockument w stylu Spinal Tap. Schenck przeprowadził z każdym z muzyków rozmowę na temat tego, jak chciałby zostać przedstawiony w filmie. Jerry Cantrell – który przeszedł najbardziej radykalną zmianę wyglądu na potrzeby roli Nony Weisbaum – w początkowych scenach został ukazany jako mężczyzna odgarniający obornik na farmie. Kathryn Shaw, producentka Schencka, przeprowadza z nim wywiad, w trakcie którego Cantrell przyznaje, że przeszedł na muzyczną emeryturę, lecz w ostatnim czasie z zespołem skontaktowała się wytwórnia Sony i zaproponowała wydanie nowego albumu, przez co wraca on do rock and rolla.
W rozmowie z „Hard Force” stwierdził, że The Nona Tapes było „pierwszym krokiem w promowaniu przełamania ciszy” ze strony zespołu. Jak zaznaczał, nieudzielanie wywiadów prasie przez ostatnie półtora roku wiązało się z coraz większą ingerencją dziennikarzy w sprawy prywatne muzyków, co – w jego ocenie – „robiło się głupie i sensacyjne”.

## Fabuła i zawartość
Mockument The Nona Tapes to zapis krótkiej historii początkującej dziennikarki Nony Weisbaum (granej przez Cantrella). Jeździ ona z kierowcą ulicami Seattle i próbuje odnaleźć „miejscowe gwiazdy rocka”. Przez cały czas trwania materiału Weisbaum przeprowadza wywiady z członkami Alice in Chains – w pierwszej kolejności rozmawia z Seanem Kinneyem (którego stojącego na rogu ulicy porywa do samochodu). Okazuje się, że w czasie nieaktywności zespołu perkusista został animatorem dla dzieci, przebierającym się za klauna na wzór Bozo. Następnie dziennikarka rozmawia z basistą Mikiem Inezem. Wyjawia on, że zdecydował dołączyć się do zespołu tylko dlatego, ponieważ pozostali członkowie uprowadzili jego rodzinę. Przyznaje też, że odkąd przeczytał w gazecie o rozpadzie grupy, przestał chodzić na próby i otworzył stoisko z hot-dogami na First Avenue. Ostatnim rozmówcą jest wokalista Layne Staley, którego Weisbaum, wraz z wcześniejszymi rozmówcami, spotyka w jednej z alejek przed śmietnikiem, kiedy ten spożywa wino.
Wieczorem, zakończywszy filmowanie scen w jeżdżącym ulicami kabriolecie, ekipa realizująca udała się do miejscowego baru. „Znaleźliśmy się w barze, dość pijani i w dobrym nastroju. W tym czasie zostałem tylko ja, kamera i grupa. Sean, wciąż w swoim kostiumie klauna, ledwo wyczołgał się z baru z kawałkiem papieru toaletowego strategicznie przymocowanym do jego nogi, a ja wyszedłem za nim na zewnątrz. Wieczór dopiero zaczynał nabierać rozpędu, ale zdecydowałem, że uchwycone klatki wystarczyły i przestałem filmować” – wspominał Schenck. Kilka scen z baru zostało wykorzystanych w mockumencie.
Wydawnictwo zawiera także zdjęcia z planu, krótki reportaż, wywiad przeprowadzony z zespołem przy okazji promocji trzeciego albumu studyjnego, rozmowę Staleya z dziennikarką, w której opowiedział m.in. o procesie tworzenia płyty i jego ulubionych utworach zawartych na niej. The Nona Tapes jest materiałem czysto satyrycznym, stanowiącym parodię filmu dokumentalnego. Wydawnictwo wyposażono w teledysk do utworu „Grind”, odrzucone zdjęcia z wideoklipu „Heaven Beside You” oraz krótkie fragmenty „Brush Away”, „Over Now”, „Grind”, „Head Creeps” i „Heaven Beside You”.
Schenck przyznawał, że The Nona Tapes to „jedno z moich ulubionych doświadczeń z Alice”. Z kolei Cantrell wspominał, że „dobrze się przy tym bawiliśmy”.

## Obsada i personel
Opracowano na podstawie materiału źródłowego:
| Obsada - Jerry Cantrell – Nona Weisbaum, dziennikarka przeprowadzająca wywiady z muzykami / on sam - Layne Staley – on sam - Mike Inez – on sam - Sean Kinney – on sam - Kathryn Shaw – dziennikarka przeprowadzająca wywiad z Cantrellem (niewym. w czołówce) | Produkcja - Producent muzyczny: Toby Wright - Producent filmowy: Kathryn Shaw - Producent wykonawczy: David Naylor, Sam Aslanian - Reżyser: Rocky Schenck - Operator filmowy (16mm): Shane Kelly - Asystent operatora: Christopher Bell - Montaż: Don Wilson |

## Produkcja

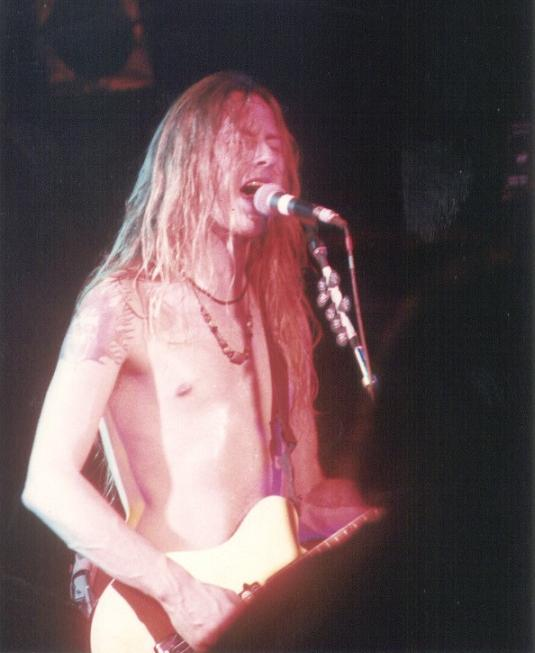
Cantrell (na zdj. w 1992) przeszedł najbardziej radykalną zmianę wyglądu

W trakcie realizacji, na planie omal nie doszło do śmiertelnego wypadku. Podczas gdy Schenck i kamerzysta siedzieli na przednim siedzeniu kabrioletu, inżynier dźwięku znajdował się w bagażniku pojazdu. Ukończywszy zdjęcia reżyser zorientował się, że jego asystent nie odpowiada na zadawane pytania. Gdy otworzono bagażnik ekipa zobaczyła, że inżynier dźwięku zemdlał po inhalacji dwutlenku węgla. Ideą Staleya było to, aby ruchy jego warg i ust nie pasowały do odpowiedzi na pytania podczas wywiadu. Przed kamerą wypowiedział jedną kwestię, a po zakończeniu dograł wideo z nagraniem dźwiękowym na zupełnie inne pytanie.

## Wydanie i promocja
Premiera 15-minutowego wideo odbyła się w Londynie dla wybranego grona dziennikarzy. Pierwotnie mockument był zatytułowany i wyświetlany jako A Day in the Life of Jerry Cantrell, Layne Staley, Sean Kinney and Mike Inez. Z początku publiczność nie miała świadomości, że w rolę Weisbaum wcielił się Cantrell. „Jest jakby Pierwszą damą z kiepskim wyczuciem ubioru” – charakteryzował swoją postać, dodając, że „noszenie sukienki to coś, czego nie chcesz robić jako mężczyzna. Ale przynajmniej jeśli ten rock and roll się skończy, mam zagwarantowaną karierę w branży porno”.
„Kerrang!” tytuł artykułu poświęconego The Nona Tapes opatrzył nagłówkiem „Alice in Chains w filmie o transwestycie”. Ten sam magazyn napisał, że zespół „otrząsnął się ze swojej «ponurej» reputacji poprzez zabawny nowy teledysk, który został nakręcony z okazji premiery ich nowego albumu”. „Rolling Stone” zwracał uwagę, że charakteryzacja muzyków w tym filmie przypomina klimat Halloween. Cantrell otrzymał od pisma symboliczną nagrodę za najlepszy strój. W uzasadnieniu napisano: „Za mrożącą krew w żyłach wersję swojego alter ego”.
Początkowo przedstawiciele wytwórni Columbia byli przeciwni realizacji mockumentu, uważając przedsięwzięcie za „marnowanie pieniędzy”. Gdy materiał wzbudził zainteresowanie wśród fanów zespołu, szefowie wytwórni zmienili podejście i postanowili opublikować The Nona Tapes jako osobne wydawnictwo, mimo protestów ze strony muzyków. 12 grudnia 1995 materiał ukazał się na nośniku VHS.
W 2006 przedsiębiorstwo Best Buy – specjalizujące się w sprzedaży detalicznej – wydało specjalną edycję The Nona Tapes w formacie DVD, które było dołączone do dwupłytowej kompilacji The Essential Alice in Chains. Siedem lat później, przy okazji promocji piątego albumu studyjnego The Devil Put Dinosaurs Here (2013), zespół zrealizował mockument AIC 23 (reż. Peter Darley Miller)

## Odbiór

### Krytyczny
| AllMusic | [ 13 ] |
| „Q”      | [ 18 ] |

Anne Leighton w recenzji opublikowanej na łamach „Hit Paradera” wyraziła negatywną opinię na temat filmu, uznając, że „zmniejsza on wiarygodność Alice in Chains jako zespołu z genialnymi tekstami i zamienia ich w grupę facetów bawiących się alkoholem i laskami”. Dan Silver z brytyjskiego magazynu „Q” polecił materiał wszystkim fanom grupy, rekomendując go jako „nieoczekiwaną przyjemność, naprawdę zabawną i wartą obejrzenia”. Wyróżniał przy tym rolę Kinneya, przyznając, że jego kreacja pijanego klauna „skradła show”.

### Komercyjny
Mockument The Nona Tapes został odnotowany na dwóch zestawieniach opracowywanych przez tygodnik „Billboard”; 13 stycznia 1996, pod nazwą Nona Weisbaum, dotarł on do 18. miejsca listy Top Music Videos. 3 lutego zadebiutował na 23. lokacie w podsumowaniu sprzedaży Top Video Sales. 3 marca, w swym pierwszym tygodniu, odnotował 10. pozycję na brytyjskiej UK Official Music Video Chart. Z kolei 1 września był notowany na 14. lokacie australijskiej Music Video Top 20.

## Lista muzyczna
W mockumencie, podczas poszczególnych scen, wykorzystano następujące fragmenty utworów:
| Nr  | Tytuł utworu                                        | Autorzy                                                 | Długość |
| --- | --------------------------------------------------- | ------------------------------------------------------- | ------- |
| 1.  | „Brush Away” (fragment 1)                           | Layne Staley • Jerry Cantrell • Mike Inez • Sean Kinney | 0:09    |
| 2.  | „Brush Away” (fragment 2)                           | Staley • Cantrell • Inez • Kinney                       | 0:15    |
| 3.  | „Over Now” (fragment 1)                             | Cantrell • Kinney                                       | 0:32    |
| 4.  | „Over Now” (fragment 2)                             | Cantrell • Kinney                                       | 0:10    |
| 5.  | „Grind” (fragment)                                  | Cantrell                                                | 0:23    |
| 6.  | „Over Now” (fragment 3)                             | Cantrell • Kinney                                       | 0:36    |
| 7.  | „Head Creeps” (fragment)                            | Staley                                                  | 0:21    |
| 8.  | „Heaven Beside You” (fragment)                      | Cantrell • Inez                                         | 0:37    |
| 9.  | „Grind” (teledysk)                                  | Cantrell                                                | 4:46    |
| 10. | „Heaven Beside You” (odrzucone zdjęcia z teledysku) | Cantrell • Inez                                         |         |
|     |                                                     |                                                         | 7:49    |

## Pozycje na listach
| Lista (1996)                                    | Pozycja |
| ----------------------------------------------- | ------- |
| Australia Music Video Top 20 (Australia)        | 14      |
| Billboard Top Music Videos (Stany Zjednoczone)  | 18      |
| Billboard Top Video Sales (Stany Zjednoczone)   | 23      |
| UK Official Music Video Chart (Wielka Brytania) | 10      |